# 五通镇 (合江县)
五通镇，是中华人民共和国四川省泸州市合江县曾经下辖的一个镇。2019年12月，撤销五通镇，将其所属行政区域划归九支镇管辖。

## 行政区划
五通镇撤销前下辖以下地区：
五通社区、五通村、百岁祠村、永合村、枣子村、块岩村、李嘴村、两河村、石顶山村和大沙村。